# Sông Tắc Cua
Sông Tắc Cua là một con sông đổ ra Sông Ba Gioi. Sông Tắc Cua chảy qua tỉnh Đồng Nai và Thành phố Hồ Chí Minh .
Sông có chiều dài 5 km và diện tích lưu vực là km².